# Håkan Lidman
Håkan Lidman, född den 31 januari 1915 i Västra Frölunda socken, Göteborgs och Bohus län, död den 6 juni 2000 i Estepona, Spanien, var en svensk friidrottare (löpning). Han utsågs 1935 till Stor grabb nummer 82 i friidrott. Lidman var specialist på 110 m häck under 1930- och 1940-talen. Han var under en period ledamot i Svenska Friidrottsförbundets styrelse.

## Idrottskarriär
Håkan Lidman vann SM varje år 1934–1945 samt 1947–1948. Totalt blev det 18 SM-medaljer varav 14 i valören guld. 1946 ställde han inte upp i de svenska mästerskapen som protest mot det Svenska Friidrottsförbundets avstängning av enskilda utövare med hänvisning till amatörbestämmelserna.

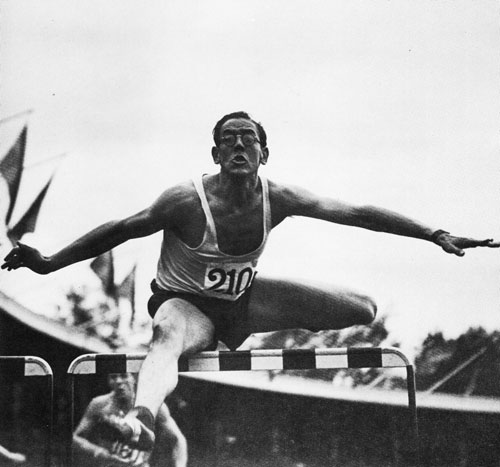

Lidman tog guld i EM 1946 och silver i EM 1938 samt var finalist i OS 1936 (fyra) och OS 1948 (sexa). Han hade sina bästa säsonger under krigsåren men eftersom OS ställdes in såväl 1940 som 1944 fick han aldrig chansen att på allvar slåss om en OS-medalj.
Håkan Lidmans satte 1940 Europarekord på 110 m häck med tiden 14,0. Det blev även svenskt rekord på 200 häck. Europarekord på 110m häck var svenskt rekord ända fram till 1964. Han tilldelades Svenska Dagbladets guldmedalj 1940 med motiveringen  "För europeiskt rekord och 10 landskampssegrar".
Lidman representerade två olika idrottsklubbar under sin idrottskarriär. Den första föreningen var Örgryte IS och den andra var Rydboholms SK.